# Stazione di Fota
La stazione di Fota  è una fermata ferroviaria della Glounthaune-Cobh situata presso Fota Island nella contea di Cork in Irlanda.

## Storia
La stazione fu aperta il 1º luglio 1865 con il nome di Foaty, come stazione ad uso privato, ruolo che mantenne fino al 1880. Tre anni dopo divenne una fermata a richiesta e nel 1892 cambiò nome nell'odierno Fota.

## Strutture ed impianti
Il piazzale è dotato dei due binari di corsa della linea ferroviaria.
L'utenza può entrare nella fermata presso il marciapiede a servizio del binario in direzione Cobh, mentre per accedere a quello del lato opposto, in direzione Cork Kent, è necessario che utilizzi il ponte pedonale che sovrappassa il doppio binario.

## Movimento
La fermata è servita dalla linea Cork Kent – Cobh del servizio ferroviario suburbano di Cork.

## Servizi
- Servizi igienici